# Robert Gotobed
Robert Gotobed (Robert Grey, né le 21 avril 1951 à Marefield, Leicester) est un batteur de rock anglais.
Il est le percussionniste de Wire depuis 1977. 
En 1971, il a commencé des études à la Thames Polytechnic de Woolwich, mais les a abandonnées pour la vie de bohème londonienne.
Il a chanté en 1973 avec Nick Garvey dans un groupe de reprises, The Snakes, et a été batteur de The Art Attacks, avec le dessinateur Edwin Pouncey. Il a accompagné Frank Tovey de Fad Gadget en 1980-81.
En 1990, Gotobed se retire momentanément du groupe lorsque celui-ci incorpore une boîte-à-rythmes après l'album Manscape, le groupe devenant Wir; il revient l'année suivante, abandonnant son pseudonyme.
Il s'occupe de sa ferme dans les Midlands depuis 1991.